# Drummond-Arthabaska
Pour les articles homonymes, voir Drummond et Arthabaska (homonymie).
Drummond-Arthabaska est un ancien district provincial du Québec qui a existé de 1867 à 1890.

## Historique
Drummond-Arthabaska fait partie des 65 premières circonscriptions provinciales (alors appelées districts électoraux) créés à la confédération de 1867.

## Liste des députés
| Législature              | Années    | Député              | Député             | Parti        |
| ------------------------ | --------- | ------------------- | ------------------ | ------------ |
| Drummond-Arthabaska      |           |                     |                    |              |
| 1e                       | 1867–1871 |                     | Edward J. Hemming  | Conservateur |
| 2e                       | 1871–1874 |                     | Wilfrid Laurier    | Libéral      |
| 2e                       | 1874–1875 |                     | William John Watts | Conservateur |
| 3e                       | 1875–1878 |                     | William John Watts | Indépendant  |
| 4e                       | 1878–1881 |                     | William John Watts | Libéral      |
| 5e                       | 1881–1885 |                     | William John Watts | Libéral      |
| 5e                       | 1886–1886 | Joseph-Éna Girouard |                    | Libéral      |
| 6e                       | 1886–1890 | Joseph-Éna Girouard |                    | Libéral      |
| Dissoute dans Arthabaska |           |                     |                    |              |

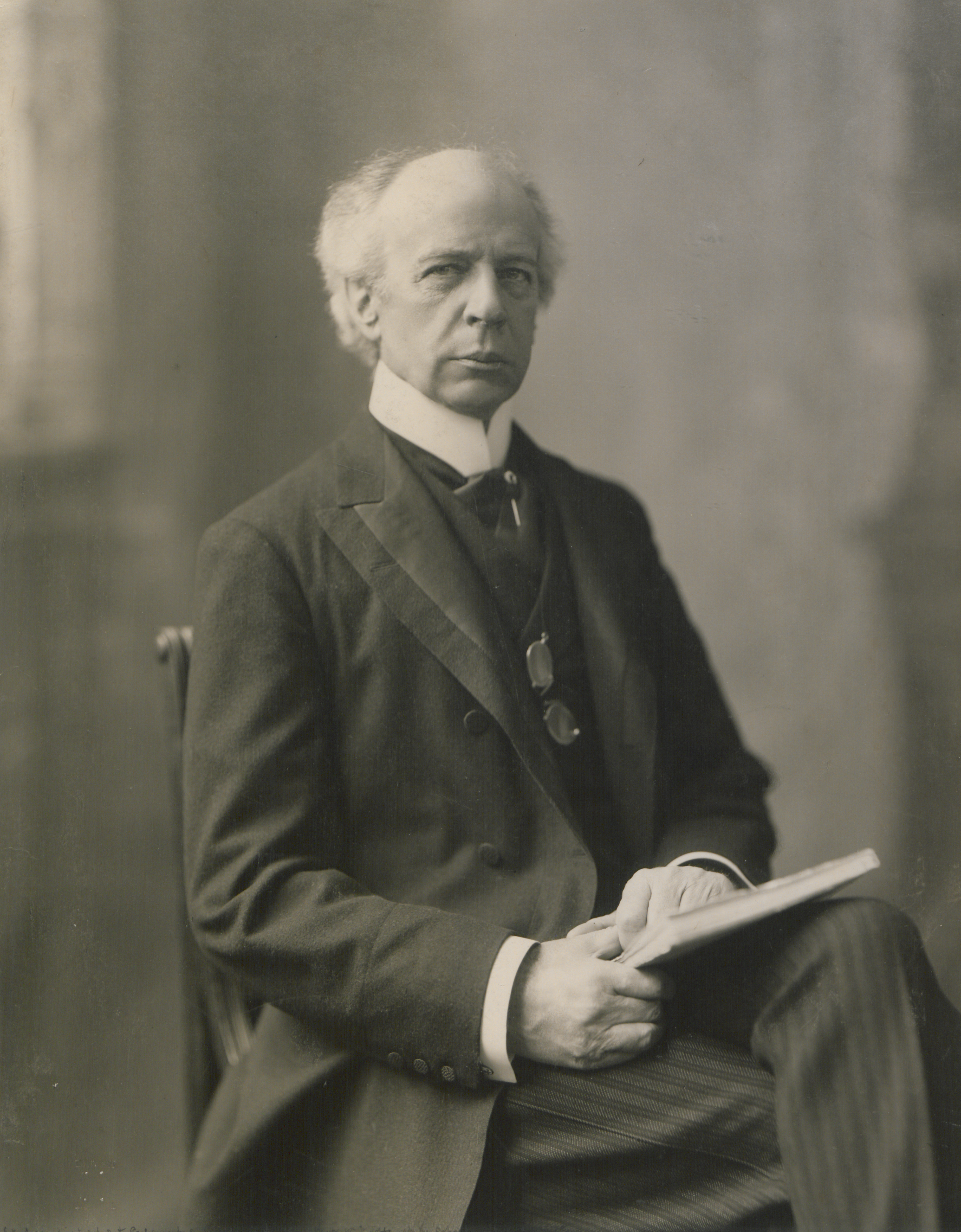
Wilfrid Laurier a commencé sa carrière de parlementaire comme député de Drummond-Arthabaska de 1871 à 1874 pour le Parti libéral du Québec.
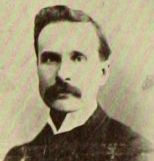
Joseph-Éna Girouard est député de Drummond-Arthabaska de 1886 à 1890 pour le Parti libéral du Québec.